# スイス国鉄RABDe500形電車
スイス国鉄RABDe500形電車 (SBB RABDe 500,Intercity-Neigezug,ICN) は、スイス連邦鉄道（スイス国鉄）が保有し運行を行っている制御付き自然振子式のインターシティ用電車編成である。
2002年にスイスで開催された博覧会Expo.02に合わせ、2000年5月28日に運行を開始した。
バーン2000計画で計画され2004年に開業したマットシュテッテン-ロートリスト新線を経由する系統などでは、高速新線内で最高運転速度200km/hでの運転がされている。RABDe500形はシグ、フィアット(共に現アルストム)やアドトランツ(ボンバルディア・トランスポーテーションを経て現アルストム)とスイス国鉄が共同で開発を行った。

## 構造と編成
RABDe500形は頻繁に2編成が併結運転を行っている。1編成あたり7両で構成され、そのうち2両は1等車、1両は食堂車と1等車（コンパートメント）の合造、残り4両は2等車となっている。1等車の若干の区画の特徴として、電源コンセントと携帯電話の受信用増幅器が装備されている点があげられる。また、コンパートメントの扉が無いことも特徴的である。
アドトランツからの受領不足から遅れて営業運転を開始したが、expo期間中には編成が揃い、現在では十分な編成が揃っている。
振子機構はコロで車体を支持する振子装置を電動機械式アクチュエータにより駆動する強制振子方式で、シグが開発を担当した。日本のコロ式振子とは異なり自然振子はしない。制御装置はフィアットが担当しておりペンドリーノの技術が活かされている。枕ばねは車体を支える空気ばねが台車の中心に1つのみあるのが特徴で、車体ローリングに対する抵抗は空気ばねの両側に配置したトーションバー・スプリングで得ている。
また車体傾斜時のパンタグラフ補正機構として屋根上に電動機械式の傾斜機構を備えるほか、キハ283系気動車のものに似たリンク機構を介してボギー角と車軸の操舵角を連動させる半強制式の車軸操舵機構を備える。

## 運転区間
2000年5月28日にザンクトガレンからウィンタートゥール、チューリヒ、ビール、ローザンヌ間で運転を開始している。現在は運行地域が拡大され、クロイツリンゲン、バーゼル、ジュネーヴなどにも広がっている。
- ザンクトガレン – チューリッヒ中央駅 – ビエンヌ– ローザンヌ - ジュネーヴ（2001年7月10日から）
- バーゼルSBB駅 – ドゥレモン– ビエンヌ – ヌーシャテル – ローザンヌ - ジュネーヴ（2003年12月14日から）
- ビエンヌ – チューリッヒ中央駅 – ヴァインフェルデン – コンスタンツ - ロマンスホルン（2004年12月12日から）
- チューリヒ中央駅– ブルック – ベルン中央駅（2004年12月12日から）
- RegioExpress ジュネーヴ – ニヨン（2005年12月11日から）
- バーゼル – ツォーフィンゲン（2005年12月から）
- チューリッヒ中央駅 - アーラウ
- チューリッヒ中央駅 - ロールシャッハ